# 광나무
광나무(Ligustrum japonicum)는 한국 남해안 일대와 일본, 타이완 등에 분포하는 늘푸른떨기나무이다.

## 생김새
높이는 3-5m에 이르며, 가지는 회색을 띠고 털이 없다. 넓은 달걀 모양을 한 잎은 마주나며 두껍고 광택이 난다. 꽃은 새로 나온 가지 끝에서 7-8월에 총상꽃차례로 무리지어 핀다. 통꽃인 꽃부리는 흰색을 띠며, 끝이 네 갈래로 갈라져 있다. 열매는 핵과로 쥐똥처럼 생겼고 10월에 익는다.

## 쓰임새
씨에서 싹이 잘 트고, 생장이 빠르며, 공해에도 잘 견뎌서 생울타리를 비롯한 정원수로 이용한다. 한방에서는 열매를 몸을 튼튼하게 하는 약으로 쓰거나 잎을 삶아 종기에 바른다.

## 참고 문헌
- 이 문서에는 다음커뮤니케이션(현 카카오)에서 GFDL 또는 CC-SA 라이선스로 배포한 글로벌 세계대백과사전의 내용을 기초로 작성된 글이 포함되어 있습니다.